# Tradición tailandesa del bosque
La tradición tailandesa del bosque (kammatthana) es un movimiento libremente organizado dentro del budismo Theravāda tailandés, que enfatiza la meditación y la adherencia estricta al código monástico (vinaya) por encima de la búsqueda intelectual.
Los seguidores de esta tradición piensan que su estilo de vida es muy parecido al que debió de haber en la India en tiempos de Buda y su sangha. Debido a esta vuelta al pasado, la tradición del bosque es ampliamente percibida como conservadora y ascética, a lo que se suma al hecho de que el budismo Theravada es generalmente percibido como una rama ortodoxa y conservadora del budismo. La tradición tailandesa del bosque se desmarca del Theravada ortodoxo. Sin embargo, la tradición tailandesa del bosque es respetada y admirada en la cultura tailandesa.
Fuera de Tailandia, existe en los Estados Unidos de América (Thanissaro Bhikkhu y la comunidad de Abhayagiri), Australia (Ajahn Brahm, Bodhinyana Monastery, Bodhivana Monastery), Nueva Zelanda, Suiza, Reino Unido (The Forest Hermitage, Amaravati Buddhist Monastery, Harnham Buddhist Monastery and Chithurst Buddhist Monastery) e Italia con el monasterio de Santacittarama.
Quizás la figura más conocida de la tradición tailandesa del bosque sea Ajahn Chah.
La tradición tailandesa del bosque fue firmemente establecida a principios de 1900 por el famoso monje del bosque Ajahn Sao Kantasilo Mahathera y su discípulo, el venerable Ajahn Mun Bhuridatta. Más tarde fue ampliamente difundida por el discípulo de Ajahn Sao , Ajahn Chah y su sucesor, Ajahn Sumedho. No se sabe cuándo empezó exactamente el movimiento, pero se cree que existía desde hace tiempo y revivió gracias a Ajahn Sao Kantasilo Mahathera y su discípulo, el venerable Ajahn Mun Bhuridatta.

## Maestros de la tradición
- Ajahn Chah
- Ajahn Sao Kantasilo Mahathera
- Ajahn Mun Bhuridatta
- Ajahn Lee Dhammadharo
- Looang Boo Sim Buddhacaro
- Maha Boowa Ñanasampanno

## Otras personas importantes de la tradición
- Thanissaro Bhikkhu